# Gottex
Gottex es un fabricante israelí de bañadores de lujo con sede en la ciudad de Tel Aviv.

## Historia
Gottex fue fundada en Tel Aviv, Israel, en 1956 por la judía Leah Gottlieb, la cual dirigió el equipo de diseño hasta 1998. Leah adaptó su experiencia como fabricante de chubasqueros, para crear una empresa de trajes de baño pionera. Leah vendió su anillo de boda para conseguir capital, importó tejidos, tomó prestada una máquina de coser y empezó a diseñar bañadores en Israel.
Durante la ocupación alemana de Hungría, Leah se vio forzada a huir con su marido e hijas de un lugar a otro. Además de los trajes de baño, Gottex produce caftanes, túnicas y pantalones, combinando los trajes de baño y la ropa de playa. Gottex es una empresa pionera en el sector de los bañadores equipados con sujetadores de copa dura. La compañía es conocida por usar unas telas innovadoras.
En 1975, la compañía entró en contacto con las casas de moda de Yves Saint Laurent y Pierre Cardin, los cuales buscaban fabricar sus trajes de baño. En esa misma época, la empresa expandió su actividad y empezó a producir bañadores para hombre y para niños, sábanas, toallas y cortinas.
En los años 80 del siglo XX, los trajes de baño de Gottex fueron llevados por Diana, la Princesa de Gales, la Reina Sofía de España, la actriz estadounidense Elizabeth Taylor, y por la modelo Brooke Shields.
En 1993, Gottex fue el principal exportador de bañadores hacia los Estados Unidos. En 1997, Gottex fue adquirida por el magnate ruso Lev Leviev, propietario de la empresa Africa-Israel Group. Según el instituto de exportación israelí, las exportaciones de trajes baño israelíes sumaron un total de 44$ millones de dólares estadounidenses en el año 1999.